# Религия в Армении
Религия в Армении (2011)
 Армянская апостольская церковь (92,5 %) Другие христиане (2,3 %) Езидизм (0,8 %) Другие (0,4 %) Неизвестно (4,0 %)
Большая часть населения Армении является христианами — последователями Армянской апостольской церкви.

## Христианство

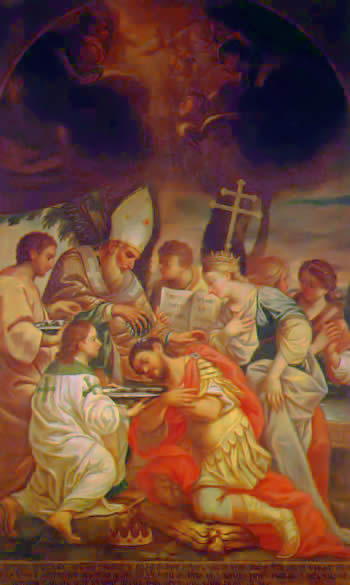
Крещение Трдата III

Христианство появилось в Армении в I веке н. э. когда, согласно преданию, в стране проповедовали апостолы Иисуса Христа Фаддей и Варфоломей, последние считаются основателями Армянской апостольской церкви. В начале IV века (традиционная дата — 301 год) царь Трдат III провозгласил христианство государственной религией, таким образом Армения стала первым христианским государством в мире.
Согласно данным переписи населения Армении 2011 года, 92,6 % населения страны принадлежат к Армянской апостольской церкви, 1,0 % населения относятся к протестантской Армянской евангелистской церкви, 0,5 % относятся к Армянской католической церкви, 0,3 % — к деноминации Свидетелей Иеговы (имеющей отличия как от традиционных христианских церквей, так и от протестантских), 0,25 % —  православных, 0,1 % относятся к духовно-христианской деноминации молокане, также неизвестное число христиан в данных переписи отнесено к категории «другие» (суммарно 0,26 % населения страны), которая, помимо христиан, включает в себя мусульман, иудаистов и ряд других нехристианских религий. Таким образом несколько менее 95 % населения страны относятся к христианству.
Армянская апостольская церковь наряду с Коптской, Эфиопской, Эритрейской, Сирийской и Маланкарской церквями входит в число Древневосточных православных церквей.
Среди ряда национальных меньшинств наблюдается высокая степень религиозной ассимиляции, так, 77 % греков Армении относятся к Армянской апостольской церкви, к этой же церкви относятся 57 % украинцев, 41 % русских и грузин, 34 % ассирийцев. Наблюдается также устойчивая тенденция к сокращению численности и доли национальных меньшинств, которые являются традиционными носителями тех конфессий, которые не имеют традиционного распространения среди этнических армян.

## Езидизм
При переписи езиды квалифицировались как самостоятельный этнос, а их традиционная религия в официально изданных материалах переписи фигурирует под названием «шарфадинская». Из 35 308 этнических езидов к шарфанидской религии относятся 69 % (24 518 человек), кроме того к шарфанидской религии относятся 31 % этнических курдов (682 человека). Всего в Армении проживает 25 204 последователей шарфанидской религии (0,83 % населения страны). Езиды в основном проживают в селениях Арагацотна, к северо-западу от Еревана. 29 сентября 2012 года в армянской провинции Армавир был торжественно открыт и освящен езидский храм «Зиарат». Это первый храм, построенный за пределами исконной родины езидов — северного Ирака, призванный удовлетворить духовные потребности езидов Армении.

## Иудаизм
В Армении живёт 3 тысячи иудеев, в основном в Ереване.

## Ислам

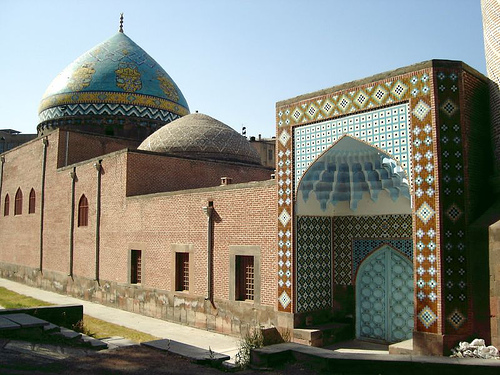
Голубая мечеть в Ереване

В Армении живут последователи ислама, эту религию исповедуют курды, персы, азербайджанцы и другие народы. В Ереване для мусульман действует мечеть.
Ныне в Армении община мусульман-курдов насчитывает несколько тысяч человек, большинство из них проживает в провинции Котайк, севернее Еревана, некоторое количество мусульман-азербайджанцев проживает около восточных и северных границ Армении в сельской местности. В Ереване проживают около 1 тысячи мусульман, в основном курды, персы и выходцы с Ближнего Востока.

## Язычество
По данным переписи 2011 года в стране проживает 5 434 последователя язычества.
Среди этнических армян в качестве язычников себя указали 734 человека или 0,02 % всех этнических армян страны. Этанизм — неоязыческое религиозное движение, воссоздающее традиционную дохристианскую религию армян. Основано арменологом Слаком Какосяном на базе сочинений известного армянского политического и военного деятеля и мыслителя Гарегина Нжде. Неоязыческие обряды регулярно проводятся в храме Гарни. Главой языческой общины Арорди в Армении является жрец Зограб Петросян. Точное количество последователей неизвестно. Последователями Этанизма были видные армянские политики Ашот Навасардян, основатель правящей Республиканской партии Армении, и Андраник Маргарян, бывший премьер-министр страны.

## Свобода вероисповедания в Армении
Конституция с поправками, внесенными в декабре 2005 года предусматривает свободу вероисповедания, однако, закон накладывает определенные ограничения на свободу вероисповедания приверженцев религиозных меньшинств, и есть некоторые ограничения на практике. Армянская Апостольская Церковь, имеющая официальный юридический статус, как национальная церковь, пользуется большими привилегиями, не доступными для других религиозных групп. Некоторые конфессии сообщили о дискриминации со стороны должностных лиц среднего или низкого уровня правительства, но отметили, что должностные лица высокого уровня более терпимы. Социальные отношения к некоторым группам религиозных меньшинств были двойственными, и появились сообщения о социальной дискриминации в отношении членов этих групп.

## Официальная статистика
| Национальность                                 | Население всего | Имеющее вероисповедание | Армянская апостольская | Евангельская | Шарфадинская | Католическая | Свидетели Иеговы | Православные | Язычники | Молокане | другие (в том числе мусульмане, иудаисты) | Не имеют вероисповедания | Отказались ответить | Не указали религию |
| ---------------------------------------------- | --------------- | ----------------------- | ---------------------- | ------------ | ------------ | ------------ | ---------------- | ------------ | -------- | -------- | ----------------------------------------- | ------------------------ | ------------------- | ------------------ |
| Армения (всего)                                | 3 018 854       | 2 897 267               | 2 796 519              | 29 280       | 25 204       | 13 843       | 8 695            | 7 532        | 5 434    | 2 872    | 7 888                                     | 34 373                   | 10 941              | 76 273             |
| Армяне                                         | 2 961 801       | 2 843 545               | 2 784 553              | 28 454       | 0            | 13 247       | 8 581            | 3 413        | 734      | 0        | 4 563                                     | 33 254                   | 10 086              | 74 916             |
| Езиды                                          | 35 308          | 33 772                  | 3 597                  | 532          | 24 518       | 0            | 40               | 0            | 3 624    | 0        | 1 461                                     | 413                      | 547                 | 576                |
| Русские                                        | 11 911          | 11 078                  | 4 899                  | 150          | 0            | 336          | 37               | 2 798        | 0        | 2 755    | 103                                       | 325                      | 132                 | 376                |
| Ассирийцы                                      | 2 769           | 2 556                   | 935                    | 47           | 0            | 11           | 14               | 601          | 2        | 0        | 946                                       | 162                      | 20                  | 31                 |
| Курды                                          | 2 162           | 2 098                   | 180                    | 42           | 682          | 0            | 2                | 0            | 1 068    | 0        | 124                                       | 29                       | 18                  | 17                 |
| Украинцы                                       | 1 176           | 1 121                   | 674                    | 10           | 0            | 44           | 8                | 360          | 0        | 19       | 6                                         | 34                       | 8                   | 13                 |
| Греки                                          | 900             | 838                     | 692                    | 6            | 0            | 24           | 2                | 109          | 0        | 0        | 5                                         | 41                       | 9                   | 12                 |
| Грузины                                        | 617             | 401                     | 253                    | 10           | 0            | 23           | 4                | 93           | 0        | 0        | 18                                        | 17                       | 16                  | 183                |
| Персы                                          | 476             | 401                     | 27                     | 0            | 3            | 12           | 0                | 1            | 0        | 0        | 358                                       | 17                       | 36                  | 22                 |
| другие                                         | 1 634           | 1 393                   | 661                    | 29           | 1            | 143          | 6                | 150          | 6        | 98       | 299                                       | 64                       | 51                  | 126                |
| отказались ответить на вопрос о национальности | 100             | 64                      | 48                     | 0            | 0            | 3            | 1                | 7            | 0        | 0        | 5                                         | 17                       | 18                  | 1                  |